# Mekanïk Kommandöh
Mekanïk Kommandöh ist ein Musikalbum der französischen Progressive-Rock- und Zeuhl-Gruppe Magma. Obwohl es bereits 1973 aufgenommen wurde, erschien es erst 1989 auf dem von Stella Vander gegründeten Musiklabel Seventh Records, nachdem sich Magmas damaliges Label A&M Records weigerte diese Version zu veröffentlichen.

## Musikstil
Das Album repräsentiert eine frühere und sehr unterschiedliche Version des Magma-Klassikers Mekanïk Destruktïw Kommandöh (MDK). Es besteht aus einen einzigen Titel, der von einem Piano-Tremolo und Crescendo, gefolgt von einer schicksalhaften Ansage Christian Vanders in kobaïanischer Sprache eingeleitet wird. Diese Passage wurde auf späteren Versionen nicht mehr verwendet. Die weitgehend akustisch und gesangsbetonte Aufnahme bietet gegenüber der finalen Version von MKD einen raueren, reduzierten Mix, der Gesang und Schlagzeug in den Vordergrund stellt und die Blasinstrumente sowie einige melodische Instrumente reduziert.

## Entstehungsgeschichte
Von der ersten kurzen Version aus dem Sommer 1971, die im gleichen Jahr auf dem Sampler Puissance 13+2 von Theleme erschien, bis zur finalen Version von auf dem Album Mekanïk Destruktïw Kommandöh, hatte das Stück einen langen Reifeprozess durchlaufen. Diese im Januar 1973 im Pariser Studio Aquarium aufgezeichnete Version Mekanïk Kommandöh war die letzte Zwischenstufe vor der endgültigen Fassung von Mekanïk Destruktïw Kommandöh. Bemerkenswert ist hier, dass der Gesang Klaus Blasquizs und Stella Vanders durch den eigens gegründeten Chor Choirs De La Storchhaus unterstützt wurde. Der von Vander gewählte Name des Chores geht auf die Kurzgeschichte Storchhaus ou La Maison des cigognes des belgischen Schriftstellers Jean Ray von 1960 zurück.
Am 7. Juni 2017 veröffentlichte Seventh Records eine remasterte CD-Edition des Albums.

## Rezeption
Die Reaktionen der Kritiker auf dieses Album fallen überwiegend positiv aus. Andreas Pläschke bekennt auf den Babyblauen Seiten: „Die Platte macht süchtig…“ und dass es „… imho der Höhepunkt magmatischen Schaffens [ist] - egal in welcher Version - bei diesem Stück ist alles vorhanden: Dramatik, Zärtlichkeit, Melancholie und alles andere …“, Udo Gerhards führt dies auf den Umstand zurück dass: „Die Faszination dieser Musik … wahrscheinlich gerade in ihrer Eintönigkeit [liegt], ähnlich wie bei Ravels Bolero: Der Rhythmus, das Melodiefragment wird solange wiederholt, intensiviert, bis sie den Hörer endgültig am Haken haben.“

## Titelliste
1. Mekanïk Destruktïw Kommandöh – 38:47